# 孙梦颖
孙梦颖（1990年4月11日—），中国女子手球運動員。

## 簡歷
2010年11月，孙梦颖代表中國出戰廣州亞運會，參加女子手球比賽項目，奪得金牌。她也参加了2015年和2017年两届世界女子手球锦标赛。